# Antonín Žalský
Antonín Žalský (Jilemnice, 7 agosto 1980) è un pesista e discobolo ceco.

## Palmarès
| Anno | Manifestazione    | Sede       | Evento           | Risultato | Misura  | Note |
| ---- | ----------------- | ---------- | ---------------- | --------- | ------- | ---- |
| 1998 | Mondiali juniores | Annecy     | Lancio del disco | 18º       | 48,53 m |      |
| 1999 | Europei juniores  | Riga       | Lancio del disco | 5º        | 49,78 m |      |
| 2004 | Olimpiadi         | Atene      | Getto del peso   | 27º       | 19,09 m |      |
| 2007 | Mondiali          | Osaka      | Getto del peso   | 31º (q)   | 18,50 m |      |
| 2009 | Mondiali          | Berlino    | Getto del peso   | 18º (q)   | 19,77 m |      |
| 2010 | Europei           | Barcellona | Getto del peso   | 7º        | 20,01 m |      |
| 2012 | Europei           | Helsinki   | Getto del peso   | 6º        | 19,94 m |      |
| 2012 | Olimpiadi         | Londra     | Getto del peso   | 23º       | 19,62 m |      |
| 2013 | Mondiali          | Mosca      | Getto del peso   | 11º       | 19,54 m |      |

## Campionati nazionali
- 2 volte campione nazionale nel getto del peso (2009/2010)
- 3 volte nel getto del peso indoor (2003/2004, 2006)

2001
- Bronzo ai campionati nazionali cechi indoor, getto del peso - 18,05 m

2002
- 4º ai campionati nazionali cechi indoor, getto del peso - 17,73 m
- Bronzo ai campionati nazionali cechi, getto del peso - 17,67 m

2003
- Oro ai campionati nazionali cechi indoor, getto del peso - 19,03 m
- Argento ai campionati nazionali cechi, getto del peso - 18,74 m
- Argento ai campionati nazionali cechi, lancio del disco - 55,41 m

2004
- Oro ai campionati nazionali cechi indoor, getto del peso - 18,27 m
- Argento ai campionati nazionali cechi, getto del peso - 19,57 m
- 5º ai campionati nazionali cechi, lancio del disco - 53,67 m

2005
- Argento ai campionati nazionali cechi indoor, getto del peso - 18,35 m
- Argento ai campionati nazionali cechi, getto del peso - 18,34 m
- 4º ai campionati nazionali cechi, lancio del disco - 52,99 m

2006
- Oro ai campionati nazionali cechi indoor, getto del peso - 19,63 m
- Argento ai campionati nazionali cechi, getto del peso - 18,82 m
- Bronzo ai campionati nazionali cechi, lancio del disco - 54,68 m

2007
- Argento ai campionati nazionali cechi, getto del peso - 18,57 m
- Argento ai campionati nazionali cechi, lancio del disco - 57,84 m

2008
- Argento ai campionati nazionali cechi, getto del peso - 19,29 m
- 5º ai campionati nazionali cechi, lancio del disco - 55,10 m

2009
- Oro ai campionati nazionali cechi, getto del peso - 19,71 m

2010
- Oro ai campionati nazionali cechi, getto del peso - 19,98 m

2011
- Argento ai campionati nazionali cechi, getto del peso - 19,30 m

2012
- Argento ai campionati nazionali cechi, getto del peso - 19,64 m

2013
- Argento ai campionati nazionali cechi, getto del peso - 19,76 m

2014
- 4º ai campionati nazionali cechi, getto del peso - 19,07 m

## Altre competizioni internazionali
2014
- 5º al Ludvik Danek Memorial ( Turnov), getto del peso - 19,09 m